# Francisco Caminha
Francisco José Caminha Almeida, é um advogado, professor, escritor e político brasileiro.

## Biografia
Francisco Caminha é advogado, professor e cronista.   Cursou mestrado em Ciência Política pela Universidade de Lisboa. Foi professor de Inglês do Colégio  Jesuíta Santo Inácio e do  Instituto Brasil Estados Unidos, IBEU/CE. Foi aluno do programa de extensão cultural da Incarnate Word University no Texas, USA em 1998.  Foi deputado estadual por dois mandatos 2003 -2006 e 2007-2010. Foi vice-presidente da assembleia legislativa de 2007-2010 e presidente em janeiro de 2011. Foi reitor da Universidade do Parlamento UNIPACE de 2007-2010. Foi secretario municipal de Fortaleza em 2005/2006 (regional Centro) e vereador de Fortaleza por dois mandatos de fevereiro de 1997 a dezembro de 2002. Foi coordenador de projetos especiais do governo do Estado do Ceará, assessor do gabinete do governador do estado do Ceará em 2015/2016.
Como candidato a deputado federal  em 2010 obteve 69.565 votos ficando na suplência. Na Assembleia Legislativa do Ceará, integrou as comissões: de Educação, Turismo, Saúde e de Constituição e Justiça.
.Em 1º de fevereiro de 2007, tomou posse pela segunda vez do mandato de deputado estadual, para a legislatura 2007—2010; nesse mesmo dia, passou a compor a mesa diretora da Assembleia, ocupando o cargo de segundo vice-presidente.
Em novembro de 2005, assumiu a Secretaria Extraordinária do Centro, a convite da prefeita de Fortaleza, Luiziane Lins. 
Exerceu o cargo de secretário de Planejamento Urbano de Caucaia e também de superintendente do DNIT no Ceará.
Em 2009, lançou o livro Aerolândia, Seu Povo, Sua História e tomou posse na cadeira 26 da Academia Metropolitana de Letras de Fortaleza. 
Escreveu, também, o romance ODOMADOR.
Recebeu as seguintes condecorações: Título de Membro Honorário da Base Aérea de Fortaleza, Mérito Legislador 2008 (concedido pelo Instituto de Estudos Legislativos Brasileiros aos que considera os melhores deputados do país) e medalha Mérito Tamandaré, da Marinha do Brasil. 
É rotariano, membro da ordem do mérito naval - grau de comendador e da Academia Metropolitana de Letras.
Fundador da ONG SOAVIDA que realiza cursos de capacitação profissional e foi voluntário da pastoral da Criança.